# Наливайко Ольга Василівна
Ольга Василівна Налива́йко (29 січня 1958, м. Інта Комі АРСР) — український етнограф, флорист.

## Життєпис
Народилася на засланні, де її мати Софія відбувала покарання за співпрацю з Українською повстанською армією. 12-річною повернулася в Україну.
Закінчила філологічний факультет Львівського університету імені Івана Франка.
Працювала біологом у ботанічному саду при Львівському університеті, вела міжнародну кореспонденцію з обміну насінням між ботсадами світу. 15 років їздила Україною, збираючи фольклор.
Відшукала понад 500 одиниць кераміки та вишивки. Проводила виставки старовинних предметів народного вжитку.

## Захоплення
Співала у львівському хорі «Вірли», з яким побувала в Польщі, Великій Британії, Німеччині й Бельгії. Живе у Львові. Має сина Северина.